# Sinal de Froment
Sinal de Froment é um teste utilizado para avaliar paralisia do nervo ulnar cuja segmentação é C8 e T1, especificamente a ação do músculo adutor do polegar.
O teste avalia o paciente enquanto ele segura uma folha de papel com o polegar.